# The Chenab Times
Pour l’article homonyme, voir Chenab.
The Chenab Times est une organisation de presse numérique multilingue indépendante en Inde, fondée en 2017. Il est connu pour publier des informations dans des langues moins connues, notamment le sarazi, le bhadarwahi et le gojri,,,.

## Histoire
The Chenab Times tire son nom de la rivière Chenab, qui traverse la vallée de la Chenab, laquelle comprend les districts de Doda, Kishtwar et Ramban dans la division Jammu du Jammu-et-Cachemire, en Inde. Le site web est lancé en juillet 2017 à Thathri, Doda, par un journaliste cachemirien, Anzer Ayoob. Il a couvert des sujets liés au développement, aux infrastructures et aux soins de santé, en particulier dans la vallée de la Chenab. Il couvre également l'actualité à travers le monde.
Le 21 janvier 2021, The Chenab Times lance un tour d'horizon quotidien de nouvelles dans diverses langues locales de la vallée de la Chenab, qui comprend les langues sarazi et bhaderwahi avec une prise en charge supplémentaire de la langue ourdou. Cette décision vise à combler le fossé linguistique et à mettre l'actualité régionale au premier plan. Le tour d'horizon de l'actualité comprend les langues sarazi et bhaderwahi avec un soutien supplémentaire de la langue ourdou, répondant ainsi aux divers besoins linguistiques de la communauté locale. C'était la première fois que les langues sarazi et bhaderwahi étaient utilisées pour diffuser des informations car ces langues sont en voie de disparition. En 2022, The Chenab Times a été nommé pour le « Best News Portal Award » par le Pahari Core Committee, une fusion de quinze groupes littéraires du Jammu-et-Cachemire, pour la promotion des langues pahari locales,.
Depuis février 2023, The Chenab Times commence à publier des informations à Gojri dans le cadre de son initiative de nouvelles multilingues (MNI).